# Galaxias globiceps
Galaxias globiceps é uma espécie de peixe da família Galaxiidae.
É endémica do Chile.